# فرانز بيليكان
فرانز بيليكان (بالألمانية: Franz Pelikan)‏ (مواليد 6 نوفمبر 1925) هو لاعب كرة قدم. يلعب مع منتخب النمسا لكرة القدم. سبق له أن لعب في كأس العالم لكرة القدم مع منتخب بلاده.

## روابط خارجية
- فرانز بيليكان على موقع الاتحاد الدولي (مؤرشف)  (الإنجليزية)
- فرانز بيليكان على موقع قاعدة بيانات كرة القدم.إي يو (الإنجليزية)
- فرانز بيليكان على موقع ناشيونال فوتبول تيمز (الإنجليزية)
- فرانز بيليكان على موقع Soccerway.com (الإنجليزية)
- فرانز بيليكان على موقع عالم كرة القدم.نت (الإنجليزية)
- فرانز بيليكان على موقع أوليمبيديا (الإنجليزية)